# روپیه اندونزی
روپیه اندونزی (به انگلیسی: Indonesian rupiah) (به زبان بومی: Rupiah Indonesia) با کد ایزوی IDR، یکای پول رایج در کشور اندونزی است. مسئولیت کنترل این یکای پول برعهدهٔ بانک اندونزی قرار دارد.

## نرخ کنونی ارز
۱۵۰۰۰ روپیه = ۳۸۰۰ ریال ==